# Lilla Edets kraftverk
Lilla Edets kraftverk är ett kraftverk i Göta älv vid Lilla Edet. Det började byggas 1918 och invigdes 1926. Det hade då tre vertikala aggregat.

## Planering
En av fördelarna med att lägga ett kraftverk i Lilla Edet var vattenföringen i Sveriges största älv; Göta älv, med ett medelflöde av 550 kubikmeter vatten per sekund. Nackdelen var den låga fallhöjden, endast cirka 4 meter. 1912 påbörjades bygget av vad som kom att kallas ”1916 års sluss” och för att slippa bygga ytterligare en ny sluss vid Åkerström strax söder om Trollhättan, byggdes en damm som ökade fallhöjden i Lilla Edet till 6,5 meter. Därmed försvann fallet i Åkerström.

## Tre aggregat
Då den på tidigt 1900-tal väl etablerade vattenturbintypen, Francis inte är lämplig för låga fallhöjder valde man att prova Viktor Kaplans Kaplanturbin, men då konstruktionen var ny och oprövad i större sammanhang, vågade man inte satsa på Kaplanturbiner i alla tre aggregaten. Man monterade en Kaplanturbin med en diameter av 6 meter i aggregat 1 och den var vid invigningen världens största Kaplanturbin.
Redan vid provkörningarna visade det sig att Kaplanturbinen gav mer effekt än man beräknat. Efter detta tekniska genombrott är Kaplanturbinen världens mest använda vid låga och medelhöga fallhöjder.
Aggregat 2 och 3 försågs med Lawaczeck-turbiner.

## Aggregat fyra
Då man vid bygget av de tre första aggregaten inte hade utnyttjat älvens hela flöde, byggdes kraftverket ut med ytterligare en turbin mellan 1978 och 1982.
Eftersom kraftverket flankerades av Inlands pappersbruk och Ströms sluss i väster, och i öster av Lilla Edets sluss från 1607, ombyggd 1784, och senare även av väg 167, valde man att lägga det nya aggregatet, nedsprängt i berget, cirka 30 meter under Lilla Edets sluss. För att inte skada slussen fyllde man hela gamla slussen med sand tills sprängningarna var slutförda.
Den nya turbinen är en horisontellt monterad rörturbin av Kaplantyp. Den ger ungefär lika mycket kraft som de tre äldre tillsammans.

## Turbinbyte
Aggregat 2 har modifierats 1985 och dess Lawaczeckturbin har bytts mot en propellerturbin med fyra fasta skovlar. Det gamla Lawaczeck-löphjulet ställdes senare upp utanför kraftverket tillsammans med ett blad från Kaplanturbinen och kan sedan 1991 beskådas av allmänheten.

## Turbintyper
Lilla Edets kraftstation har fyra olika turbintyper i en och samma station: 
- Kaplanturbin, vertikal
- Fast propeller, vertikal
- Lawaczeckturbin, vertikal
- Kaplanturbin, rörtyp, horisontell

## Bilder

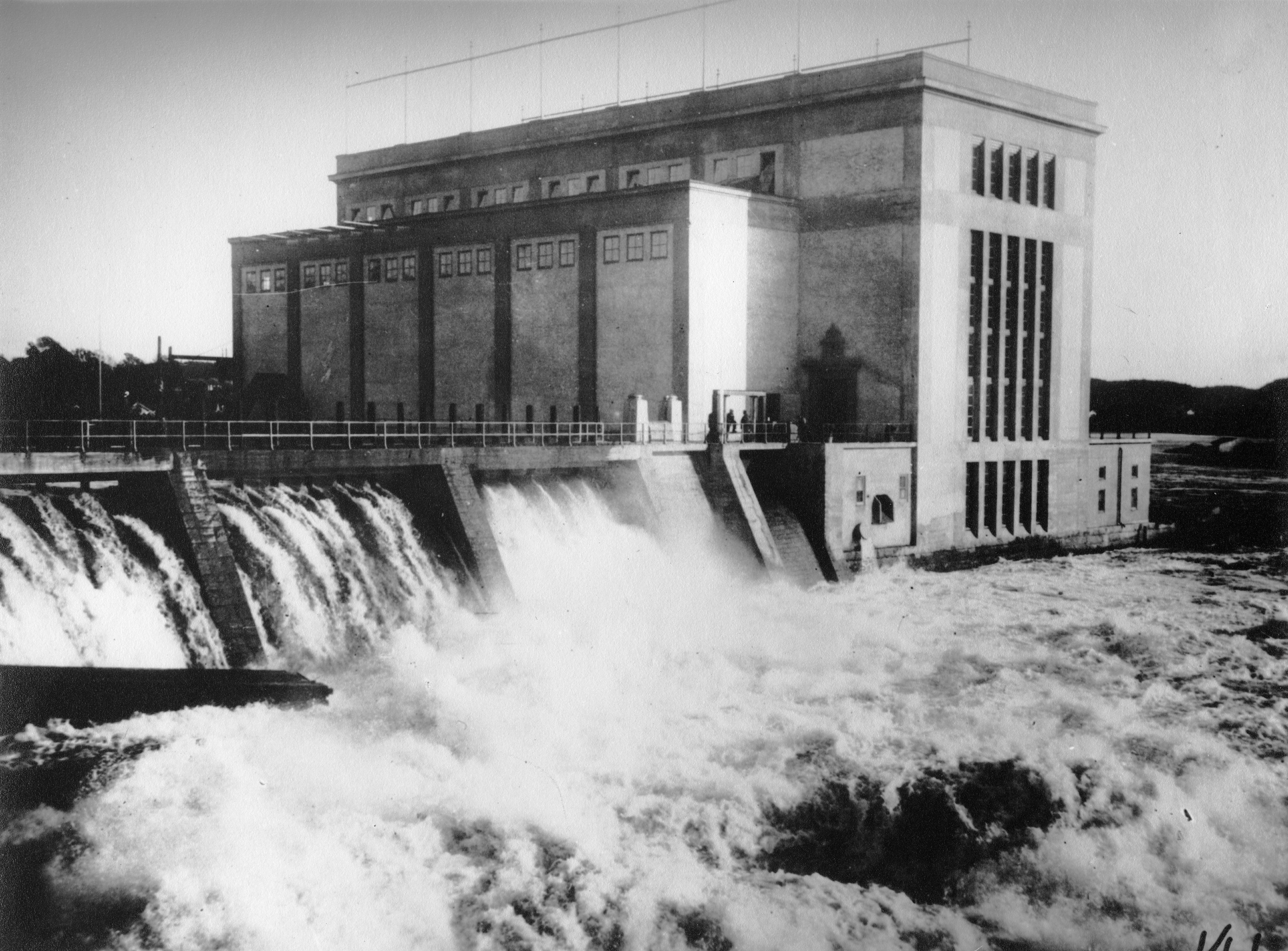
Erik Hahrs kraftverksbyggnad.
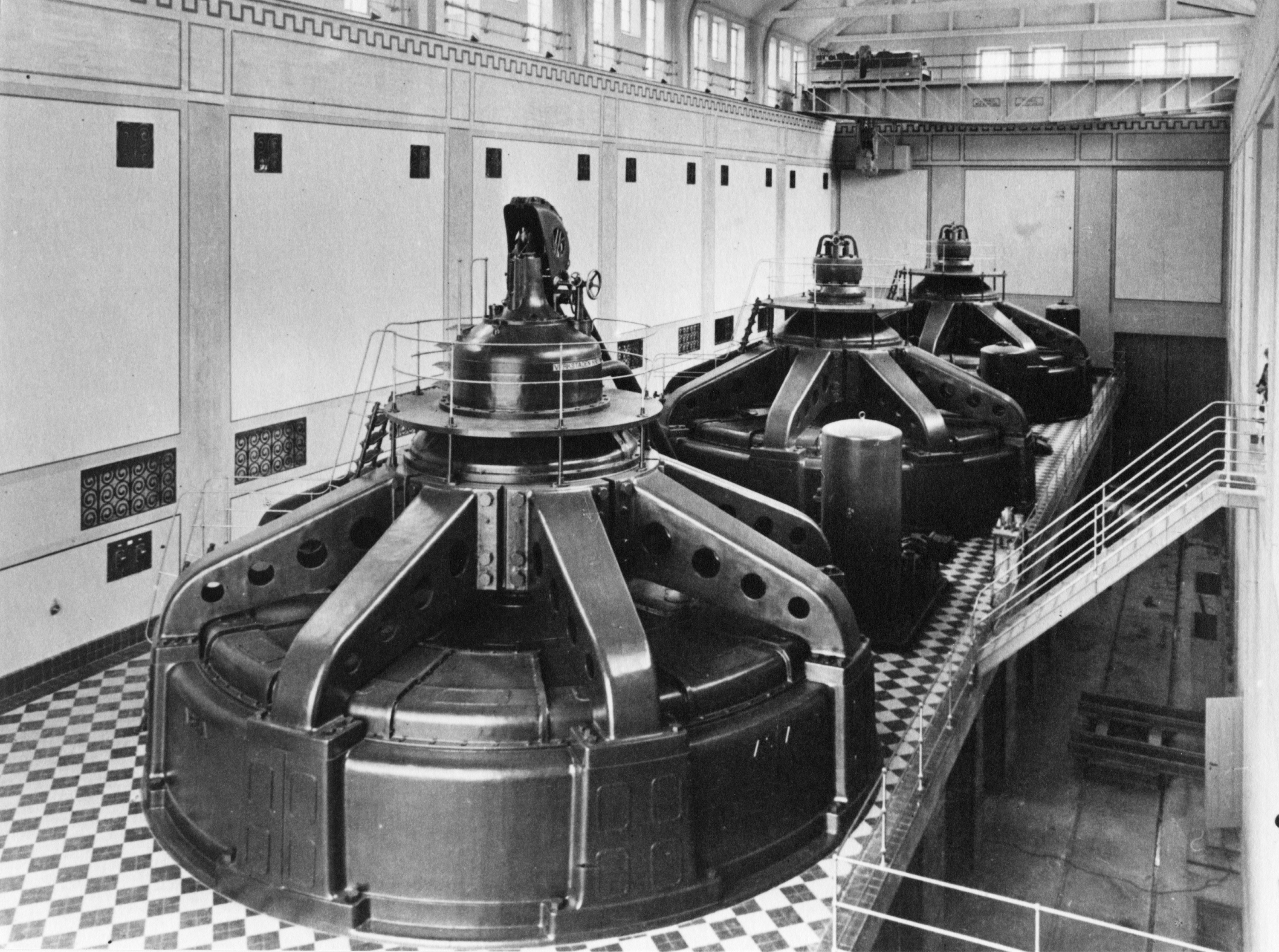
Äldre foto på kraftverkets interiör med de tre äldre turbinerna.
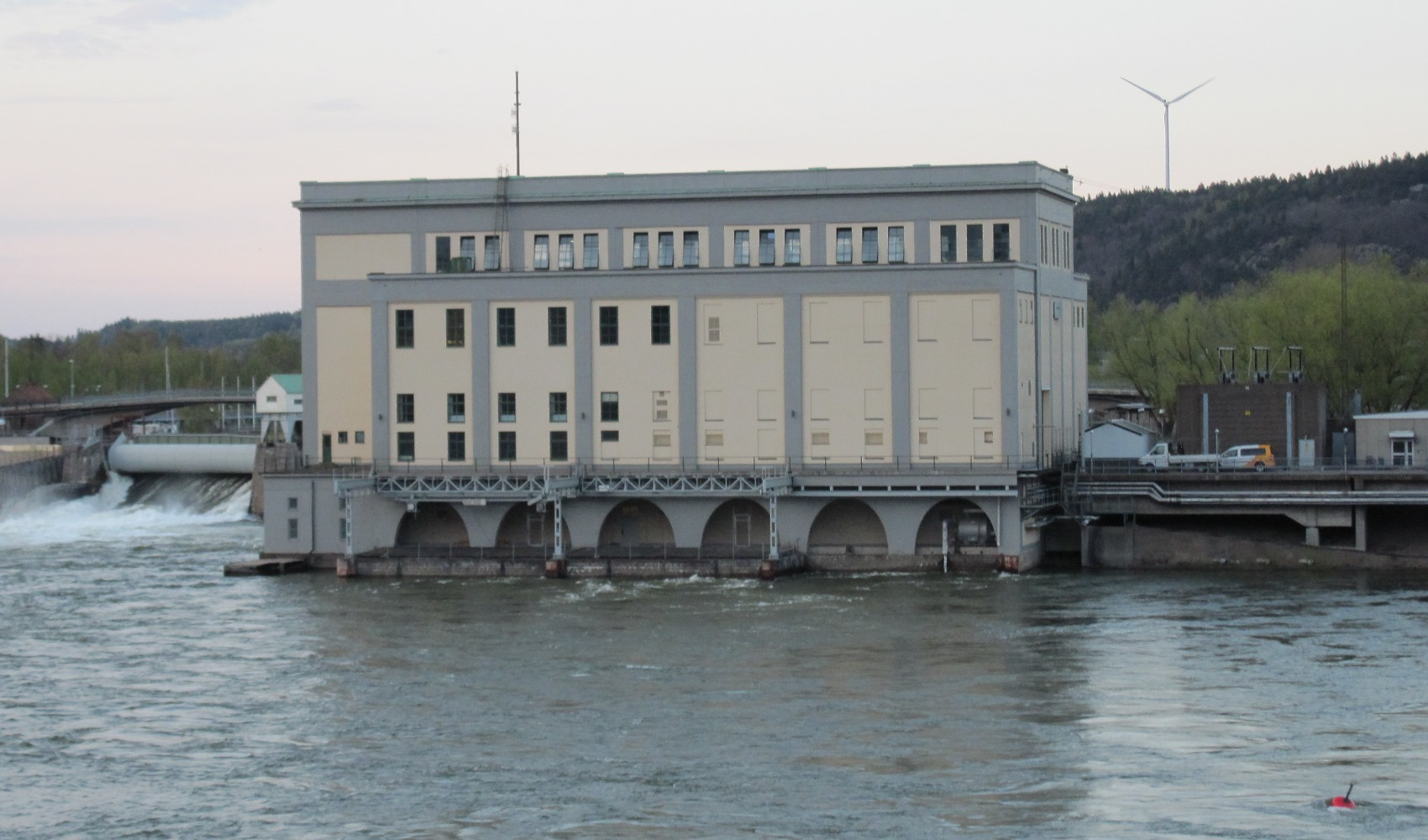
Lilla Edets kraftverk
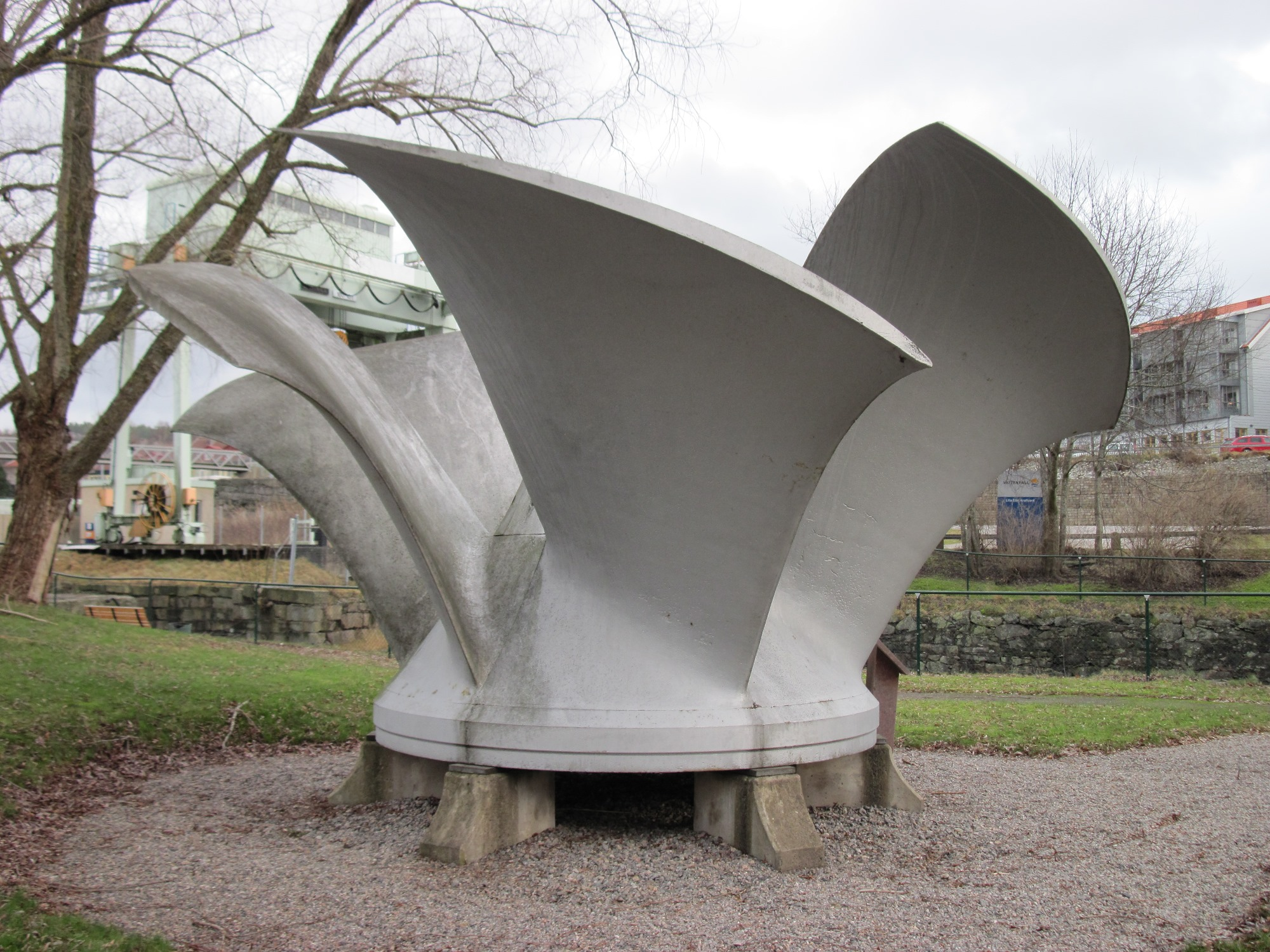
Lawaczeck-löphjul